# E493 (Ecuador)
De E493 of Vía Colectora Acceso Norte de Ambato (Verzamelweg Noordelijke toegang van Ambato) is een secundaire nationale weg in Ecuador. De weg loopt van de E30/E35 naar Ambato. 